# Jochen Schümann
Jochen Schümann (Berlijn, 8 juni 1954) is een Duits zeiler.
In 1976 werd Schümann olympisch kampioen in de Finn. Als titelverdediger behaalde Schümann in 1980 slechts de vijfde plaats. Aan de Olympische Zomerspelen 1984 kon Schümann niet deelnemen omdat de DDR deze spelen boycotte. Tijdens de Olympische Zomerspelen 1988 behaalde Schümann de gouden medaille in de driemansboot Soling. In 1992 werd Schümann wereldkampioen in de Soling maar moest op de spelen genoegen nemen met de vierde plaats. Vier jaar later tijdens de Olympische Zomerspelen 1996 won Schümann voor de tweede keer de gouden medaille in de Soling en zijn derde goud in totaal. Vanwege zijn olympische titel werd Schümann in 1996 uitgeroepen tot wereldzeiler van het jaar. Tijdens Schümann zijn zesde spelen in 2000 won hij de zilveren medaille in de Soling achter de Denen.
Schümann werd in 2001 en 2005 wereldkampioen in de niet olympische 5,5 meter klasse.
Schümann won in 2003 met het Zwitserse Alinghi in het Nieuw-Zeelandse Auckland de America's Cup.
Schümann was in 2007 sportief directeur van de Zwitserse Alinghi de titelverdediger van de America's Cup, zijn team verdedigde de America's Cup in het Spaanse Valencia.

## Wereldkampioenschappen
| Jaar | Plaats               | Resultaten |
| ---- | -------------------- | ---------- |
| 1986 | La Trinité-sur-Mer   | Soling     |
| 1991 | Rochester (New York) | Soling     |
| 1992 | Cádiz                | Soling     |
| 1996 | Punta Ala            | Soling     |
| 1999 | Melbourne            | Soling     |
| 2001 | Glücksburg           | 5,5 meter  |
| 2005 | Sydney               | 5,5 meter  |
| 2006 | Medemblik            | 5,5 meter  |
| 2012 | Boltenhagen          | 5,5 meter  |

## Olympische Zomerspelen
| Jaar | Plaats    | Resultaten |
| ---- | --------- | ---------- |
| 1976 | Montreal  | finn       |
| 1980 | Moskou    | 5e finn    |
| 1988 | Seoel     | Soling     |
| 1992 | Barcelona | 4e Soling  |
| 1996 | Atlanta   | Soling     |
| 2000 | Sydney    | Soling     |

1952: Paul Elvstrøm ·
1956: Paul Elvstrøm ·
1960: Paul Elvstrøm ·
1964: Wilhelm Kuhweide ·
1968: Valentin Mankin ·
1972: Serge Maury ·
1976: Jochen Schümann ·
1980: Esko Rechardt ·
1984: Russell Coutts ·
1988: José Doreste ·
1992: José van der Ploeg ·
1996: Mateusz Kusznierewicz ·
2000: Iain Percy ·
2004: Ben Ainslie ·
2008: Ben Ainslie ·
2012: Ben Ainslie ·
2016: Giles Scott ·
2020: Giles Scott
1972: William Allen / William Bentsen / Harry Melges ·
1976: Valdemar Bandolowski / Erik Hansen / Poul Richard Høj Jensen ·
1980: Valdemar Bandolowski / Erik Hansen / Poul Richard Høj Jensen ·
1984: Roderick Davis / Robert Haines / Edward Trevelyan ·
1988: Thomas Flach / Bernd Jäkel / Jochen Schümann ·
1992: Jesper Bank / Steen Secher / Jesper Seier ·
1996: Thomas Flach / Bernd Jäkel / Jochen Schümann ·
2000: Jesper Bank / Henrik Blakskjær / Thomas Jacobsen
- Gemeinsame Normdatei: 121715468X
- Virtual International Authority File: 1997160001831830300006